# Ringleben (Kyffhäuser)
Ringleben est une commune allemande de l'arrondissement de Kyffhäuser, Land de Thuringe.

## Géographie
Ringleben se situe entre la vallée de l'Unstrut et le Kyffhäuser, dans les zones fertiles que sont la Goldene Aue (au nord du Kyffhäuser) et la Diamantene Aue (au sud).
|                   | Ichstedt Borxleben |           |
| Bad Frankenhausen | Ringleben          | Artern    |
| Oldisleben        | Bretleben          | Reinsdorf |

## Histoire
Ringleben est mentionné pour la première fois en 786 sous le nom de Rinkelebo, mais l'on pense que le village fut créé 300 ans avant, car on a retrouvé les restes de portes et de murs d'un Thing.

## Source, notes et références
- (de) Cet article est partiellement ou en totalité issu de l’article de Wikipédia en allemand intitulé « Ringleben (bei Artern) » (voir la liste des auteurs).